# NHL Amateur Draft 1975
L'NHL Amateur Draft 1975 è stato il 13º draft della National Hockey League. Si è tenuto il 3 giugno 1975 presso gli uffici della National Hockey League di Montréal.
Il tredicesimo draft della National Hockey League si svolse ancora via teleconferenza presso gli uffici della National Hockey League di Montréal nella speranza di tenere all'oscuro la lega rivale della World Hockey Association, la quale aveva già operato il suo draft pochi giorni prima. La guerra fra NHL e WHA aveva innalzato vertiginosamente la cifra destinata agli ingaggi dei giocatori, causando la preoccupazione del presidente della NHL Clarence Campbell sul futuro delle franchigie e dello sport. Per quest'edizione ci si accordò per non ingaggiare giocatori minorenni. Il migliore giocatore dell'annata fu Dave Taylor dei Los Angeles Kings, scelto addirittura al quindicesimo giro, mentre molti dei giocatori scelti al primo giro delusero ampiamente le aspettative. Tali errori compiuti dagli scout spinsero la NHL a creare per la stagione successiva il Central Scouting Service. Attraverso questo ufficio apposito la lega sperava di far risparmiare alle squadre risorse fino ad allora investite nello scouting, stilando ogni anno un ranking dei migliori prospetti. Fra le 217 scelte del 1975 ben 45 furono di giocatori provenienti dagli Stati Uniti, mentre sul fronte europeo vennero selezionati tre atleti dalla Finlandia e due dalla Svezia. I Philadelphia Flyers entrarono nella storia selezionando per la prima volta, in 160ª posizione, un giocatore dell'Unione Sovietica, Viktor Chatulev della Dinamo Riga.
I Philadelphia Flyers, come prima scelta, indicarono il centro Mel Bridgman dai Victoria Cougars, i Kansas City Scouts invece come seconda scelta puntarono sull'ala sinistra Barry Dean, proveniente dai Medicine Hat Tigers, mentre i California Golden Seals scelsero in terza posizione il centro Ralph Klassen dei Saskatoon Blades. Fra i 217 giocatori selezionati 126 erano attaccanti, 65 erano difensori mentre 26 erano portieri. Dei giocatori scelti 87 giocarono in NHL, 8 vinsero la Stanley Cup mentre nessuno di loro entrò a far parte della Hockey Hall of Fame.

## Turni
|  | = NHL All-Star |

Legenda delle posizioni

A = Attaccante   AD = Ala destra   AS = Ala sinistra   C = Centro   D = Difensore   P = Portiere

### Primo giro
| #  | Giocatore           | Nazionalità | Squadra NHL                           | Squadra di provenienza            |
| -- | ------------------- | ----------- | ------------------------------------- | --------------------------------- |
| 1  | Mel Bridgman (C)    | Canada      | Philadelphia Flyers (da Washington)   | Victoria Cougars (WCHL)           |
| 2  | Barry Dean (AS)     | Canada      | Kansas City Scouts                    | Medicine Hat Tigers (WCHL)        |
| 3  | Ralph Klassen (C)   | Canada      | California Golden Seals               | Saskatoon Blades (WCHL)           |
| 4  | Bryan Maxwell (D)   | Canada      | Minnesota North Stars                 | Medicine Hat Tigers (WCHL)        |
| 5  | Rick Lapointe (D)   | Canada      | Detroit Red Wings                     | Victoria Cougars (WCHL)           |
| 6  | Don Ashby (C)       | Canada      | Toronto Maple Leafs                   | Calgary Centennials (WCHL)        |
| 7  | Greg Vaydik (C)     | Canada      | Chicago Black Hawks                   | Medicine Hat Tigers (WCHL)        |
| 8  | Richard Mulhern (D) | Canada      | Atlanta Flames                        | Sherbrooke Castors (QMJHL)        |
| 9  | Robin Sadler (D)    | Canada      | Montreal Canadiens (da St. Louis)     | Edmonton Oil Kings (WCHL)         |
| 10 | Rick Blight (AD)    | Canada      | Vancouver Canucks                     | Brandon Wheat Kings (WCHL)        |
| 11 | Pat Price (D)       | Canada      | New York Islanders                    | Vancouver Blazers (WHA)           |
| 12 | Wayne Dillon (C)    | Canada      | New York Rangers                      | Toronto Toros (WHA)               |
| 13 | Gordon Laxton (P)   | Canada      | Pittsburgh Penguins                   | New Westminster Bruins (WCHL)     |
| 14 | Doug Halward (D)    | Canada      | Boston Bruins                         | Peterborough Petes (OMJHL)        |
| 15 | Pierre Mondou (C)   | Canada      | Montreal Canadiens (da Los Angeles)   | Montreal Bleu Blanc Rouge (QMJHL) |
| 16 | Tim Young (AD)      | Canada      | Los Angeles Kings (da Montreal)       | Ottawa 67's (OMJHL)               |
| 17 | Bob Sauve (C)       | Canada      | Buffalo Sabres                        | Laval Titan (QMJHL)               |
| 18 | Alex Forsyth (AD)   | Canada      | Washington Capitals (da Philadelphia) | Kingston Canadians (OMJHL)        |

### Secondo giro
| #  | Giocatore            | Nazionalità | Squadra NHL                       | Squadra di provenienza            |
| -- | -------------------- | ----------- | --------------------------------- | --------------------------------- |
| 19 | Peter Scamurra (D)   | Stati Uniti | Washington Capitals               | Peterborough Petes (OMJHL)        |
| 20 | Don Cairns (AS)      | Canada      | Kansas City Scouts                | Victoria Cougars (WCHL)           |
| 21 | Dennis Maruk (C)     | Canada      | California Golden Seals           | London Knights (OMJHL)            |
| 22 | Brian Engblom (D)    | Canada      | Montreal Canadiens (da Minnesota) | Wisconsin Badgers (NCAA)          |
| 23 | Jerry Rollins (D)    | Canada      | Detroit Red Wings                 | Winnipeg Monarchs (WCHL)          |
| 24 | Doug Jarvis (C)      | Canada      | Toronto Maple Leafs               | Peterborough Petes (OMJHL)        |
| 25 | Danny Arndt (AS)     | Canada      | Chicago Black Hawks               | Saskatoon Blades (WCHL)           |
| 26 | Rick Bowness (AD)    | Canada      | Atlanta Flames                    | Montreal Blue Blanc Rouge (QMJHL) |
| 27 | Ed Staniowski (P)    | Canada      | St. Louis Blues                   | Regina Pats (WCHL)                |
| 28 | Brad Gassoff (AS)    | Canada      | Vancouver Canucks                 | Kamloops Chiefs (WCHL)            |
| 29 | Dave Salvian (AS)    | Canada      | New York Islanders                | St. Catharines B.Hawks (OMJHL)    |
| 30 | Doug Soetaert (P)    | Canada      | New York Rangers                  | Edmonton Oil Kings (WCHL)         |
| 31 | Russ Anderson (D)    | Stati Uniti | Pittsburgh Penguins               | Minnesota Gophers (NCAA)          |
| 32 | Barry E. Smith (C)   | Canada      | Boston Bruins                     | New Westminster Bruins (WCHL)     |
| 33 | Terry Bucyk (AD)     | Canada      | Los Angeles Kings                 | Lethbridge Broncos (WCHL)         |
| 34 | Kelly Greenbank (AD) | Canada      | Montreal Canadiens                | Winnipeg Monarchs (WCHL)          |
| 35 | Ken Breitenbach (D)  | Canada      | Buffalo Sabres                    | St. Catharines B.Hawks (OMJHL)    |
| 36 | Jamie Masters (D)    | Canada      | St. Louis Blues (da Philadelphia) | Ottawa 67's (OMJHL)               |

### Terzo giro
| #  | Giocatore            | Nazionalità | Squadra NHL                         | Squadra di provenienza           |
| -- | -------------------- | ----------- | ----------------------------------- | -------------------------------- |
| 37 | Al Cameron (D)       | Canada      | Detroit Red Wings (da Washington)   | New Westminster Bruins (WCHL)    |
| 38 | Neil Lyseng (AD)     | Canada      | Kansas City Scouts                  | Kamloops Chiefs (WCHL)           |
| 39 | John Tweedle (C)     | Canada      | California Golden Seals             | Lake Superior S. Lakers (NCAA)   |
| 40 | Paul Harrison (P)    | Canada      | Minnesota North Stars               | Oshawa Generals (OMJHL)          |
| 41 | Alex Pirus (AD)      | Canada      | Minnesota North Stars (da Detroit)  | Notre Dame Fighting Irish (NCAA) |
| 42 | Bruce Boudreau (C)   | Canada      | Toronto Maple Leafs                 | Toronto Marlboros (OMJHL)        |
| 43 | Mike O'Connell (D)   | Stati Uniti | Chicago Black Hawks                 | Kingston Canadians (OMJHL)       |
| 44 | Terry Martin (AS)    | Canada      | Buffalo Sabres (da Atlanta)         | London Knights (OMJHL)           |
| 45 | Blair Davidson (D)   | Canada      | Detroit Red Wings (da St. Louis)    | Flin Flon Bombers (WCHL)         |
| 46 | Normand LaPointe (P) | Canada      | Vancouver Canucks                   | Trois-Rivières Draveurs (QMJHL)  |
| 47 | Joe Fortunato (AS)   | Canada      | New York Islanders                  | Kitchener Rangers (OMJHL)        |
| 48 | Greg Hickey (AS)     | Canada      | New York Rangers                    | Hamilton Fincups (OMJHL)         |
| 49 | Paul Baxter (D)      | Canada      | Pittsburgh Penguins                 | Cleveland Crusaders (WHA)        |
| 50 | Clark Hamilton (AS)  | Canada      | Detroit Red Wings (da Boston)       | Notre Dame Fighting Irish (NCAA) |
| 51 | Paul Woods (C)       | Canada      | Montreal Canadiens (da Los Angeles) | S.S. Marie Greyhounds (OMJHL)    |
| 52 | Pat Hughes (AD)      | Canada      | Montreal Canadiens                  | Michigan Wolverines (NCAA)       |
| 53 | Gary McAdam (AD)     | Canada      | Buffalo Sabres                      | St. Catharines B.Hawks (OMJHL)   |
| 54 | Bob Ritchie (AS)     | Canada      | Philadelphia Flyers                 | Sorel Eperviers (QMJHL)          |

### Quarto giro
| #  | Giocatore             | Nazionalità | Squadra NHL                | Squadra di provenienza            |
| -- | --------------------- | ----------- | -------------------------- | --------------------------------- |
| 55 | Blair Mackasey (D)    | Canada      | Washington Capitals        | Montreal Bleu Blanc Rouge (QMJHL) |
| 56 | Ron Delorme (C)       | Canada      | Kansas City Scouts         | Lethbridge Broncos (WCHL)         |
| 57 | Greg Smith (D)        | Canada      | California Golden Seals    | Colorado C. Tigers (NCAA)         |
| 58 | Steve Jensen (AS)     | Stati Uniti | Minnesota North Stars      | Michigan Tech Huskies (NCAA)      |
| 59 | Mike Wirachowsky (D)  | Canada      | Detroit Red Wings          | Regina Pats (WCHL)                |
| 60 | Rick Adduono (C)      | Canada      | Boston Bruins (da Toronto) | St. Catharines B.Hawks (OMJHL)    |
| 61 | Pierre Giroux (C)     | Canada      | Chicago Black Hawks        | Hull Olympiques (QMJHL)           |
| 62 | Dale Ross (C)         | Canada      | Atlanta Flames             | Ottawa 67's (OMJHL)               |
| 63 | Rick Bourbonnais (AD) | Canada      | St. Louis Blues            | Ottawa 67's (OMJHL)               |
| 64 | Glen Richardson (AS)  | Canada      | Vancouver Canucks          | Hamilton Fincups (OMJHL)          |
| 65 | Andre Lepage (P)      | Canada      | New York Islanders         | Montreal Bleu Blanc Rouge (QMJHL) |
| 66 | Bill Cheropita (P)    | Canada      | New York Rangers           | St. Catharines B.Hawks (OMJHL)    |
| 67 | Stu Younger (AS)      | Canada      | Pittsburgh Penguins        | Michigan Tech Huskies (NCAA)      |
| 68 | Denis Daigle (AS)     | Canada      | Boston Bruins              | Montreal Bleu Blanc Rouge (QMJHL) |
| 69 | Andre Leduc (D)       | Canada      | Los Angeles Kings          | Sherbrooke Castors (QMJHL)        |
| 70 | Dave Gorman (AD)      | Canada      | Montreal Canadiens         | Phoenix Roadrunners (WHA)         |
| 71 | Greg Neeld (AD)       | Canada      | Buffalo Sabres             | Calgary Centennials (WCHL)        |
| 72 | Rick St. Croix (P)    | Canada      | Philadelphia Flyers        | Oshawa Generals (OMJHL)           |

### Quinto giro
| #  | Giocatore           | Nazionalità | Squadra NHL             | Squadra di provenienza            |
| -- | ------------------- | ----------- | ----------------------- | --------------------------------- |
| 73 | Craig Crawford (AD) | Canada      | Washington Capitals     | Toronto Marlboros (OMJHL)         |
| 74 | Terry McDonald (D)  | Canada      | Kansas City Scouts      | Kamloops Chiefs (WCHL)            |
| 75 | Doug Young (D)      | Canada      | California Golden Seals | Michigan Tech Huskies (NCAA)      |
| 76 | Dave Norris (AS)    | Canada      | Minnesota North Stars   | Hamilton Fincups (OMJHL)          |
| 77 | Mike Wong (C)       | Stati Uniti | Detroit Red Wings       | Montreal Bleu Blanc Rouge (QMJHL) |
| 78 | Ted Long (D)        | Canada      | Toronto Maple Leafs     | Hamilton Fincups (OMJHL)          |
| 79 | Bob Hoffmeyer (D)   | Canada      | Chicago Black Hawks     | Saskatoon Blades (WCHL)           |
| 80 | Willi Plett (AD)    | Canada      | Atlanta Flames          | St. Catharines B.Hawks (OMJHL)    |
| 81 | Jim Gustafson (C)   | Canada      | St. Louis Blues         | Victoria Cougars (WCHL)           |
| 82 | Doug Murray (AS)    | Canada      | Vancouver Canucks       | Brandon Wheat Kings (WCHL)        |
| 83 | Denny McLean (AS)   | Canada      | New York Islanders      | Calgary Centennials (WCHL)        |
| 84 | Larry Huras (D)     | Canada      | New York Rangers        | Kitchener Rangers (OMJHL)         |
| 85 | Kim Clackson (D)    | Canada      | Pittsburgh Penguins     | Victoria Cougars (WCHL)           |
| 86 | Stan Jonathan (AS)  | Canada      | Boston Bruins           | Peterborough Petes (OMJHL)        |
| 87 | Dave Miglia (D)     | Canada      | Los Angeles Kings       | Trois-Rivières Draveurs (QMJHL)   |
| 88 | Jim Turkiewicz (D)  | Canada      | Montreal Canadiens      | Toronto Marlboros (OMJHL)         |
| 89 | Don Edwards (P)     | Canada      | Buffalo Sabres          | Kitchener Rangers (OMJHL)         |
| 90 | Gary Morrison (AD)  | Stati Uniti | Philadelphia Flyers     | Michigan Wolverines (NCAA)        |

### Sesto giro
| #   | Giocatore             | Nazionalità | Squadra NHL             | Squadra di provenienza            |
| --- | --------------------- | ----------- | ----------------------- | --------------------------------- |
| 91  | Roger Swanson (P)     | Canada      | Washington Capitals     | Flin Flon Bombers (WCHL)          |
| 92  | Eric Sanderson (AS)   | Canada      | Kansas City Scouts      | Victoria Cougars (WCHL)           |
| 93  | Larry Hendrick (P)    | Canada      | California Golden Seals | Calgary Centennials (WCHL)        |
| 94  | Greg Clause (AD)      | Canada      | Minnesota North Stars   | Hamilton Fincups (OMJHL)          |
| 95  | Mike Harazny (D)      | Canada      | Detroit Red Wings       | Regina Pats (WCHL)                |
| 96  | Kevin Campbell (D)    | Canada      | Toronto Maple Leafs     | St. Lawrence Saints (ECAC)        |
| 97  | Tom Ulseth (AD)       | Stati Uniti | Chicago Black Hawks     | Wisconsin Badgers (NCAA)          |
| 98  | Paul Heaver (D)       | Canada      | Atlanta Flames          | Oshawa Generals (OMJHL)           |
| 99  | Jack Brownschidle (D) | Stati Uniti | St. Louis Blues         | Notre Dame Fighting Irish (NCAA)  |
| 100 | Bob Watson (AD)       | Canada      | Vancouver Canucks       | Flin Flon Bombers (WCHL)          |
| 101 | Mike Sleep (AD)       | Canada      | New York Islanders      | New Westminster Bruins (WCHL)     |
| 102 | Randy Koch (AS)       | Stati Uniti | New York Rangers        | Vermont Catamounts (ECAC)         |
| 103 | Peter Morris (AS)     | Canada      | Pittsburgh Penguins     | Victoria Cougars (WCHL)           |
| 104 | Matti Hagman (C)      | Finlandia   | Boston Bruins           | HIFK (SM-liiga)                   |
| 105 | Bob Russell (C)       | Canada      | Los Angeles Kings       | Sudbury Wolves (OMJHL)            |
| 106 | Michel Lachance (D)   | Canada      | Montreal Canadiens      | Montreal Bleu Blanc Rouge (QMJHL) |
| 107 | Jim Minor (AS)        | Canada      | Buffalo Sabres          | Regina Pats (WCHL)                |
| 108 | Paul Holmgren (AD)    | Stati Uniti | Philadelphia Flyers     | Minnesota Gophers (NCAA)          |

### Settimo giro
| #   | Giocatore            | Nazionalità | Squadra NHL             | Squadra di provenienza            |
| --- | -------------------- | ----------- | ----------------------- | --------------------------------- |
| 109 | Clark Jantzie (AS)   | Canada      | Washington Capitals     | University of Alberta (CIAU)      |
| 110 | Bill Oleschuk (P)    | Canada      | Kansas City Scouts      | Saskatoon Blades (WCHL)           |
| 111 | Rick Shinske (C)     | Canada      | California Golden Seals | New Westminster Bruins (WCHL)     |
| 112 | François Robert (D)  | Canada      | Minnesota North Stars   | Sherbrooke Castors (QMJHL)        |
| 113 | Jean-Luc Phaneuf (C) | Canada      | Detroit Red Wings       | Montreal Bleu Blanc Rouge (QMJHL) |
| 114 | Mario Rouillard (AD) | Canada      | Toronto Maple Leafs     | Trois-Rivières Draveurs (QMJHL)   |
| 115 | Ted Bulley (AS)      | Stati Uniti | Chicago Black Hawks     | Hull Olympiques (QMJHL)           |
| 116 | Dale McMullin (AS)   | Canada      | Atlanta Flames          | Brandon Wheat Kings (WCHL)        |
| 117 | Doug Lindskog (AS)   | Canada      | St. Louis Blues         | Michigan Wolverines (NCAA)        |
| 118 | Brian Shmyr (C)      | Canada      | Vancouver Canucks       | New Westminster Bruins (WCHL)     |
| 119 | Richie Hansen (C)    | Stati Uniti | New York Islanders      | Sudbury Wolves (OMJHL)            |
| 120 | Claude Larose (AS)   | Canada      | New York Rangers        | Sherbrooke Castors (QMJHL)        |
| 121 | Mike Will (C)        | Canada      | Pittsburgh Penguins     | Edmonton Oil Kings (WCHL)         |
| 122 | Gary Carr (P)        | Canada      | Boston Bruins           | Toronto Marlboros (OMJHL)         |
| 123 | Dave Faulkner (C)    | Canada      | Los Angeles Kings       | Regina Pats (WCHL)                |
| 124 | Tim Burke (D)        | Stati Uniti | Montreal Canadiens      | N. Hampshire Wildcats (ECAC)      |
| 125 | Grant Rowe (D)       | Canada      | Buffalo Sabres          | Ottawa 67's (OMJHL)               |
| 126 | Dana Decker (AS)     | Stati Uniti | Philadelphia Flyers     | Michigan Tech Huskies (NCAA)      |

### Ottavo giro
| #   | Giocatore           | Nazionalità | Squadra NHL             | Squadra di provenienza         |
| --- | ------------------- | ----------- | ----------------------- | ------------------------------ |
| 127 | Mike Fryia (AS)     | Canada      | Washington Capitals     | Peterborough Petes (OMJHL)     |
| 128 | Joe Baker (D)       | Canada      | Kansas City Scouts      | Minnesota Gophers (NCAA)       |
| 129 | Doug Schoenfeld (D) | Canada      | California Golden Seals | Cambridge Hornets (OSAHA)      |
| 130 | Dean Magee (AS)     | Canada      | Minnesota North Stars   | Colorado C. Tigers (NCAA)      |
| 131 | Steve Carlson (C)   | Stati Uniti | Detroit Red Wings       | Johnstown Jets (NAHL)          |
| 132 | Ron Wilson (D)      | Canada      | Toronto Maple Leafs     | Providence Friars (ECAC)       |
| 133 | Paul Jensen (D)     | Stati Uniti | Chicago Black Hawks     | Michigan Tech Huskies (NCAA)   |
| 134 | Rick Piche (D)      | Canada      | Atlanta Flames          | Brandon Wheat Kings (WCHL)     |
| 135 | Dick Lamby (D)      | Stati Uniti | St. Louis Blues         | Salem State University (ECAC)  |
| 136 | Allan Fleck (AS)    | Canada      | Vancouver Canucks       | New Westminster Bruins (WCHL)  |
| 137 | Bob Sunderland (D)  | Stati Uniti | New York Islanders      | Boston U. Terriers (ECAC)      |
| 138 | Bill Hamilton (C)   | Canada      | New York Rangers        | St. Catharines B.Hawks (OMJHL) |
| 139 | Tapio Levo (D)      | Finlandia   | Pittsburgh Penguins     | Porin Ässät (SM-liiga)         |
| 140 | Bo Berglund (AS)    | Svezia      | Boston Bruins           | MODO (Elitserien)              |
| 141 | Bill Reber (AD)     | Stati Uniti | Los Angeles Kings       | Vermont Catamounts (ECAC)      |
| 142 | Craig Norwich (D)   | Stati Uniti | Montreal Canadiens      | Wisconsin Badgers (NCAA)       |
| 143 | Alec Tidey (AD)     | Canada      | Buffalo Sabres          | Lethbridge Broncos (WCHL)      |

### Nono giro
| #   | Giocatore            | Nazionalità      | Squadra NHL             | Squadra di provenienza           |
| --- | -------------------- | ---------------- | ----------------------- | -------------------------------- |
| 144 | Jim Ofrim (C)        | Canada           | Washington Capitals     | University of Alberta (CIAU)     |
| 145 | Scott Williams (AS)  | Canada           | Kansas City Scouts      | Flin Flon Bombers (WCHL)         |
| 146 | Jim Weaver (P)       | Canada           | California Golden Seals | Kingston Canadians (OMJHL)       |
| 147 | Terry Angel (AD)     | Canada           | Minnesota North Stars   | Oshawa Generals (OMJHL)          |
| 148 | Gary Vaughan (AD)    | Canada           | Detroit Red Wings       | Medicine Hat Tigers (WCHL)       |
| 149 | Paul Evans (AS)      | Canada           | Toronto Maple Leafs     | Peterborough Petes (OMJHL)       |
| 150 | Nick Sanza (P)       | Canada           | Atlanta Flames          | Sherbrooke Castors (QMJHL)       |
| 151 | David McNab (P)      | Canada           | St. Louis Blues         | Wisconsin Badgers (NCAA)         |
| 152 | Bob McNeice (D)      | Canada           | Vancouver Canucks       | New Westminster Bruins (WCHL)    |
| 153 | Dan Blair (AD)       | Canada           | New York Islanders      | Ottawa 67's (OMJHL)              |
| 154 | Bud Stefanski (C)    | Canada           | New York Rangers        | Ottawa 67's (OMJHL)              |
| 155 | Byron Shutt (AS)     | Canada           | Pittsburgh Penguins     | Bowling Green Falcons (NCAA)     |
| 156 | Joe Rando (D)        | Stati Uniti      | Boston Bruins           | N. Hampshire Wildcats (ECAC)     |
| 157 | Sean Sullivan (D)    | Canada           | Los Angeles Kings       | Hamilton Fincups (OMJHL)         |
| 158 | Paul Clarke (D)      | Canada           | Montreal Canadiens      | Notre Dame Fighting Irish (NCAA) |
| 159 | Andy Whitby (AD)     | Canada           | Buffalo Sabres          | Oshawa Generals (OMJHL)          |
| 160 | Viktor Chatulev (AS) | Unione Sovietica | Philadelphia Flyers     | Pardaugava Riga (URSS)           |

### Decimo giro
| #   | Giocatore            | Nazionalità | Squadra NHL                      | Squadra di provenienza           |
| --- | -------------------- | ----------- | -------------------------------- | -------------------------------- |
| 161 | Mal Zinger (AD)      | Canada      | Washington Capitals              | Kamloops Chiefs (WCHL)           |
| 162 | Greg Agar (AD)       | Canada      | California Golden Seals          | Merritt Centennials (BCJHL)      |
| 163 | Michel Blais (D)     | Canada      | Minnesota North Stars            | Kingston Canadians (OMJHL)       |
| 164 | Jean Thibodeau (C)   | Canada      | Detroit Red Wings                | Shawinigan Dynamos (QMJHL)       |
| 165 | Jean Latendresse (D) | Canada      | Toronto Maple Leafs              | Shawinigan Dynamos (QMJHL)       |
| 166 | Paul Crowley (AD)    | Canada      | Toronto Maple Leafs (da Chicago) | Sudbury Wolves (OMJHL)           |
| 167 | Brian O'Connell (P)  | Canada      | Atlanta Flames                   | Saint Louis Billikens (NCAA)     |
| 168 | Joey Girardin (D)    | Canada      | New York Islanders               | Winnipeg Monarchs (WCHL)         |
| 169 | Daniel Beaulieu (AS) | Canada      | New York Rangers                 | Québec Remparts (QMJHL)          |
| 170 | Frank Salive (P)     | Canada      | Pittsburgh Penguins              | Peterborough Petes (OMJHL)       |
| 171 | Kevin Nugent (AD)    | Stati Uniti | Boston Bruins                    | Notre Dame Fighting Irish (NCAA) |
| 172 | Brian Petrovek (P)   | Stati Uniti | Los Angeles Kings                | Harvard Crimson (ECAC)           |
| 173 | Bob Ferriter (C)     | Stati Uniti | Montreal Canadiens               | Boston College Eagles (ECAC)     |
| 174 | Len Moher (P)        | Stati Uniti | Buffalo Sabres                   | Oshawa Generals (OMJHL)          |
| 175 | Duffy Smith (D)      | Canada      | Philadelphia Flyers              | Bowling Green Falcons (NCAA)     |

### Undicesimo giro
| #   | Giocatore         | Nazionalità | Squadra NHL                       | Squadra di provenienza       |
| --- | ----------------- | ----------- | --------------------------------- | ---------------------------- |
| 176 | Dave Hanson (D)   | Stati Uniti | Detroit Red Wings (da Washington) | Colorado C. Tigers (NCAA)    |
| 177 | Earl Sargent (AD) | Stati Uniti | Minnesota North Stars             | Fargo Sugar Kings (MWJHL)    |
| 178 | Rob Larson (D)    | Stati Uniti | Detroit Red Wings                 | Minnesota Gophers (NCAA)     |
| 179 | Dan D'Alvise (C)  | Canada      | Toronto Maple Leafs               | Royal York Rangers (OPJHL)   |
| 180 | Jack Laine (AD)   | Canada      | Toronto Maple Leafs (da Chicago)  | Bowling Green Falcons (NCAA) |
| 181 | Joe Augustine (D) | Stati Uniti | Atlanta Flames                    | Austin Mavericks (MWJHL)     |
| 182 | Sid Veysey (C)    | Canada      | Vancouver Canucks                 | Sherbrooke Castors (QMJHL)   |
| 183 | Geoff Green (AD)  | Canada      | New York Islanders                | Sudbury Wolves (OMJHL)       |
| 184 | John McMorrow (C) | Stati Uniti | New York Rangers                  | Providence Friars (ECAC)     |
| 185 | John Glynne (D)   | Stati Uniti | Pittsburgh Penguins               | Vermont Catamounts (ECAC)    |
| 186 | Tom Goddard (AD)  | Stati Uniti | Los Angeles Kings                 | ND Fighting Hawks (NCAA)     |
| 187 | Dave Bell (C)     | Canada      | Montreal Canadiens                | Harvard Crimson (ECAC)       |

### Dodicesimo giro
| #   | Giocatore             | Nazionalità | Squadra NHL                          | Squadra di provenienza       |
| --- | --------------------- | ----------- | ------------------------------------ | ---------------------------- |
| 188 | Ken Holland (P)       | Canada      | Toronto Maple Leafs (da Washington)  | Medicine Hat Tigers (WCHL)   |
| 189 | Bob Barnes (D)        | Canada      | Toronto Maple Leafs (da Kansas City) | Hamilton Fincups (OMJHL)     |
| 190 | Gilles Cloutier (P)   | Canada      | Minnesota North Stars                | Shawinigan Dynamos (QMJHL)   |
| 191 | Gary Burns (AS)       | Stati Uniti | Toronto Maple Leafs                  | N. Hampshire Wildcats (ECAC) |
| 192 | Torbjorn Nilsson (AD) | Svezia      | Atlanta Flames                       | Skellefteå AIK (Elitserien)  |
| 193 | Jim Montgomery (C)    | Canada      | Toronto Maple Leafs (da St. Louis)   | Hull Olympiques (QMJHL)      |
| 194 | Kari Makkonen (AD)    | Finlandia   | New York Islanders                   | Porin Ässät (SM-liiga)       |
| 195 | Tom McNamara (P)      | Stati Uniti | New York Rangers                     | Vermont Catamounts (ECAC)    |
| 196 | Lex Hudson (D)        | Canada      | Pittsburgh Penguins                  | Denver Pioneers (NCAA)       |
| 197 | Mario Vien (P)        | Canada      | Los Angeles Kings                    | Cornwall Royals (QMJHL)      |
| 198 | Carl Jackson (P)      | Canada      | Montreal Canadiens                   | Penn Quakers (ECAC)          |

### Tredicesimo giro
| #   | Giocatore            | Nazionalità | Squadra NHL                     | Squadra di provenienza       |
| --- | -------------------- | ----------- | ------------------------------- | ---------------------------- |
| 199 | Rick Martin (AD)     | Canada      | Toronto Maple Leafs             | London Knights (OMJHL)       |
| 200 | Steve Roberts (D)    | Stati Uniti | New York Rangers (da St. Louis) | Providence Friars (ECAC)     |
| 201 | Paul Dionne (D)      | Canada      | New York Rangers                | Princeton Tigers (ECAC)      |
| 202 | Dan Tsubouchi (AD)   | Canada      | Pittsburgh Penguins             | Saint Louis Billikens (NCAA) |
| 203 | Chuck Carpenter (C)  | Stati Uniti | Los Angeles Kings               | Yale Bulldogs (ECAC)         |
| 204 | Michel Brisebois (C) | Canada      | Montreal Canadiens              | Sherbrooke Castors (QMJHL)   |

### Quattordicesimo giro
| #   | Giocatore             | Nazionalità | Squadra NHL         | Squadra di provenienza           |
| --- | --------------------- | ----------- | ------------------- | -------------------------------- |
| 205 | Cecil Luckern (AS)    | Stati Uniti | New York Rangers    | N. Hampshire Wildcats (ECAC)     |
| 206 | Brano Stankovsky (AS) | Stati Uniti | Pittsburgh Penguins | Fargo Sugar Kings (MWJHL)        |
| 207 | Bob Fish (AS)         | Stati Uniti | Los Angeles Kings   | Fargo Sugar Kings (MWJHL)        |
| 208 | Roger Bourque (D)     | Canada      | Montreal Canadiens  | Notre Dame Fighting Irish (NCAA) |

### Quindicesimo giro
| #   | Giocatore           | Nazionalità | Squadra NHL        | Squadra di provenienza         |
| --- | ------------------- | ----------- | ------------------ | ------------------------------ |
| 209 | John Corriveau (AD) | Stati Uniti | New York Rangers   | N. Hampshire Wildcats (ECAC)   |
| 210 | Dave Taylor (AD)    | Canada      | Los Angeles Kings  | Clarkson Golden Knights (ECAC) |
| 211 | Jim Lundquist (D)   | Stati Uniti | Montreal Canadiens | Brown Bears (ECAC)             |

### Sedicesimo giro
| #   | Giocatore      | Nazionalità | Squadra NHL        | Squadra di provenienza         |
| --- | -------------- | ----------- | ------------------ | ------------------------------ |
| 212 | Tom Funke (AS) | Stati Uniti | New York Rangers   | Fargo Sugar Kings (MWJHL)      |
| 213 | Bob Shaw (D)   | Canada      | Los Angeles Kings  | Clarkson Golden Knights (ECAC) |
| 214 | Don Madson (C) | Stati Uniti | Montreal Canadiens | Fargo Sugar Kings (MWJHL)      |

### Diciassettesimo giro
| #   | Giocatore    | Nazionalità | Squadra NHL        | Squadra di provenienza       |
| --- | ------------ | ----------- | ------------------ | ---------------------------- |
| 215 | Bob Bain (D) | Canada      | Montreal Canadiens | N. Hampshire Wildcats (ECAC) |

### Diciottesimo giro
| #   | Giocatore       | Nazionalità | Squadra NHL         | Squadra di provenienza        |
| --- | --------------- | ----------- | ------------------- | ----------------------------- |
| 216 | Tom Funke (AS)  | Canada      | Atlanta Flames      | S.S. Marie Greyhounds (OMJHL) |
| 217 | Don Madson (AD) | Canada      | Pittsburgh Penguins | New Westminster Bruins (WCHL) |